# Émile Péan
Pour les articles homonymes, voir Péan.
Émile Péan est un homme politique français né le 9 novembre 1809 à Orléans (Loiret) et mort le 16 janvier 1871 à Orléans.

## Biographie
Avocat, puis avoué à Paris, il collabore au journal républicain Le National sous la Monarchie de Juillet et est l'homme d'affaires de l'opposition.
Il est élu adjoint au maire du quatrième arrondissement de Paris en février 1848, puis député du Loiret de 1848 à 1851, siégeant à la gauche modérée. Expulsé après le coup d’État du 2 décembre 1851, il ne revient en France qu'en 1859, au moment de l'amnistie.

## Sources
- « Émile Péan », dans Adolphe Robert et Gaston Cougny, Dictionnaire des parlementaires français, Edgar Bourloton, 1889-1891 [détail de l’édition]